# Andy i zwierzęta świata
Andy i zwierzęta świata – angielski serial telewizyjny dla dzieci.

## Obsada
- Andy Day – Andy
- Alex Winters – Mr Pickles (głos)
- Harriet Charmichael – Kip

## Fabuła
Pracownik parku safari, Andy, bardzo lubi obserwować dzikie zwierzęta w ich naturalnym środowisku. Podróżuje specjalnym samochodem, którym można również latać, do różnych miejsc świata, aby poznawać zwyczaje miejscowych stworzeń. Podczas każdej wyprawy towarzyszy mu kotka Kicia. Potrafi ona zmniejszyć siebie i Andy'ego do rozmiaru nawet najmniejszych istotek, ułatwiając widzom ich obserwację. Prowadzący i jego pupilka wyruszają m.in. na Antarktydę, gdzie przedstawiają widzom życie i zwyczaje pingwinów cesarskich.

## Wersja polska
W Polsce serial emitowany był od 15 października 2012 roku na kanale CBeebies, a na kanale Fokus TV od 28 kwietnia 2014 roku jako „Po przygody w świat przyrody”.

### Wersja dla BBC CBeebies[2]
W wersji polskiej wystąpili:
- Krzysztof Grabowski – Andy, zwierzęta
- Karolina Kinder – Kicia
- Mateusz Brzeziński – Pickles (odc. 1-20)
- Jacek Labijak – Pickles (odc. 21-40)

Nagranie i realizacja dźwięku: Marcin Kalinowski
Kierownictwo produkcji: Paweł Żwan
Opracowanie i realizacja wersji polskiej: Studio Tercja Gdańsk dla HIPPEIS MEDIA
Lektor tyłówki: Tomasz Przysiężny

### Wersja Fokus TV
Opracowanie wersji polskiej: SMAKJAM STUDIO
Reżyseria: Dobrosława Bałazy
Dialogi:
- Marcin Roszkowski
- Kamila Klimas-Przybysz

Dźwięk i montaż: Joanna Popowicz i Mieszko Mahboob
Tekst piosenki: Andrzej Brzeski
Kierownictwo produkcji: Katarzyna Fijałkowska
Kierownictwo muzyczne: Piotr Gogol
Wystąpili:
- Leszek Zduń – Andy
- Katarzyna Tatarak – Kippy, zwierzęta
- Mirosław Wieprzewski – Pan Pickles
- Tomasz Jarosz – zwierzęta

i inni
Piosenkę śpiewali: Leszek Zduń, Katarzyna Tatarak, Piotr Gogol i inni
Lektor tytułu serialu i tytułów odcinków: Leszek Zduń
Lektor tyłówki: Piotr Gogol